# Morunasaurus peruvianus
Espèce
Statut de conservation UICN

 LC  : Préoccupation mineure
Morunasaurus peruvianus est une espèce de sauriens de la famille des Hoplocercidae.

## Répartition
Cette espèce est endémique de la région d'Amazonas au Pérou. Elle se rencontre dans le bassin du río Cenepa.

## Étymologie
Cette espèce est nommée en référence au lieu de sa découverte, le Pérou.

## Publication originale
- Köhler, 2003 : A new species of Morunasaurus from Peru (Reptilia, Squamata, Hoplocercidae). Senckenbergiana Biologica, vol. 82, n. 1/2, p. 235-242.